# Lucy
Lucy là một cái tên nữ tính tiếng Anh và tiếng Pháp có nguồn gốc từ tên nam tính Latinh Lucius với ý nghĩa là ánh sáng (sinh ra vào lúc bình minh hoặc ánh sáng ban ngày, cũng có nghĩa là sáng bóng hoặc nước da sáng). Các cách viết khác là Luci, Luce, Lucie.
Họ Lucy tiếng Anh được lấy từ ngôn ngữ Norman có nguồn gốc Latinh và xuất phát từ tên địa danh ở Normandy dựa trên tên Lucius của người nam tiếng Latinh. Họ này được truyền tới Anh sau cuộc chinh phục Norman vào thế kỷ thứ 11 (xem thêm De Lucy).

## Biến thể tên nữ tính
- Luiseach (Ailen)
- Lusine,, (Armenia)
- Lučija, Лучија (tiếng Serbia)
- Lucy, Л nồng độ (tiếng Bulgaria)
- Lutsi, Луци (tiếng Macedonia)
- Lutsija, Луција (tiếng Macedonia)
- Liùsaidh (tiếng Gaelic Scotland)
- Liucija (tiếng Litva)
- Liucilė (tiếng Litva)
- Lūcija (tiếng Latvia)
- Lleucu (tiếng Wales)
- Llúcia (tiếng Catalan)
- Loukia, tiếng Hy Lạp (tiếng Hy Lạp)
- Luca (Hungary)
- Luce (tiếng Pháp), (tiếng Ý)
- Lucetta (tiếng Anh)
- Lucette (tiếng Pháp)
- Lúcia (tiếng Bồ Đào Nha)
- Lucía (tiếng Tây Ban Nha)
- Lucia (tiếng Đan Mạch), (tiếng Anh), (tiếng Phần Lan), (tiếng Đức), (tiếng Ý), (tiếng Na Uy), (tiếng Romania), (tiếng Slovak), (tiếng Thụy Điển)
- Luciana (tiếng Ý), (tiếng Bồ Đào Nha), (tiếng Tây Ban Nha)
- Lucida (tiếng Pháp)
- Lucie (Séc), (Pháp)
- Luciella (tiếng Ý)
- Lucienne (tiếng Pháp)
- Lucija (Croatia), (Tiếng Đức)
- Lucila (Tây Ban Nha)
- Lucilla (tiếng Ý)
- Lucille (tiếng Anh), (tiếng Pháp)
- Lucinda (tiếng Anh), (tiếng Bồ Đào Nha)
- Lucinde (tiếng Pháp)
- Lucita (tiếng Tây Ban Nha)
- Ucja (Ba Lan)
- Lucy (tiếng Anh)
- Lucyna (Ba Lan)
- (Tiếng Tây Ban Nha)
- Luzi (tiếng Đức)
- Luzia (tiếng Đức), (tiếng Bồ Đào Nha)
- Luzie (tiếng Đức).
- Liosibhe (Ailen)
- Λουκία (Tiếng Hy Lạp)

## Nhân vật
- Lucy (Australopithecus) (khoảng 3.000.000 TCN), hóa thạch còn được gọi là AL 288-1
- Thánh Lucy (283–304), vị thánh và người tử vì đạo Cơ đốc
- Lucy Morris Chaffee Alden (1836–1912), tác giả, nhà giáo dục, người viết thánh ca người Mỹ
- Lucy Alexander (sinh năm 1971), người dẫn chương trình truyền hình người Anh
- Lucy Atkinson (1817–1893), nhà thám hiểm người Anh
- Lucille Ball (1911–1989), nữ diễn viên và diễn viên hài người Mỹ được nhớ đến với nhân vật "Lucy"
- Lucy Barnes (1780–1809), nhà văn người Mỹ
- Lucy Boynton (sinh năm 1994), nữ diễn viên người Anh và Mỹ
- Lucy Burns (1879–1966), người ủng hộ quyền phụ nữ và đấu tranh cho phụ nữ Mỹ
- Lucy Collett (sinh năm 1989), người mẫu quyến rũ người Anh
- Lucy DeCoutere (sinh năm 1970), nữ diễn viên, được biết đến với vai "Lucy" trong Trailer Park Boys
- Lucy Clementina Davies (1795–1879), nhà văn người Anh
- Lucy Davis (sinh năm 1973), nữ diễn viên người Anh
- Lucy Davis (sinh năm 1992), vận động viên cưỡi ngựa người Mỹ
- Lucy Durack (sinh năm 1982), nữ diễn viên và ca sĩ người Úc
- Lucy Fallon (sinh năm 1995), nữ diễn viên người Anh
- Lucy Faust, nữ diễn viên người Mỹ
- Lucy Fisher (sinh năm 1949), nhà sản xuất phim người Mỹ
- Lucy Fleming (sinh năm 1947), nữ diễn viên người Anh
- Lucy Flores (sinh năm 1979), chính trị gia người Mỹ
- Lucy Frazer (sinh năm 1972), chính trị gia người Anh
- Lucy Virginia French (1825–1881), tác giả người Mỹ
- Lucy Fry (sinh năm 1992), nữ diễn viên người Úc
- Lucy Furr (sinh năm 1975), đô vật chuyên nghiệp người Mỹ
- Lucy Gunning (sinh năm 1964), nhà làm phim người Anh, nghệ sĩ sắp đặt, nhà điêu khắc, nghệ sĩ video và giảng viên
- Lucy Hale (sinh năm 1989), nữ diễn viên người Mỹ
- Lucy M. Hall (1843–1907), bác sĩ, nhà văn người Mỹ
- Lucy Hawking (sinh năm 1970), nhà báo, tiểu thuyết gia, nhà giáo dục và nhà từ thiện người Anh
- Lucy Hayes (1831–1889), Đệ nhất phu nhân Hoa Kỳ
- Lucy Hockings, người dẫn chương trình truyền hình sinh ra ở New Zealand trên BBC World News
- Lucy Hooper (1816–1841), nhà thơ Mỹ thế kỷ 19
- Lucy Hamilton Hooper (1835–1893), nhà thơ, nhà báo, biên tập viên, nhà viết kịch người Mỹ
- Lucy Jones (sinh năm 1955), nhà địa chấn học người Mỹ
- Lucy Lameck (1934–1992), chính trị gia người Tanzania
- Lucy Larcom (1824–1893), giáo viên, nhà thơ, tác giả người Mỹ
- Lucy Lawless (sinh năm 1968), nữ diễn viên và ca sĩ người New Zealand
- Lucy Liu (sinh năm 1968), nữ diễn viên người Mỹ
- Lucy A. Mallory (1846–1920), nhà văn, nhà xuất bản, biên tập báo chí, nhà tâm linh người Mỹ
- Lucy Martin (sinh năm 1990), vận động viên đua xe đạp đường trường và chuyên nghiệp người Anh
- Lucy Mecklenburgh (sinh năm 1991), nữ diễn viên và doanh nhân người Anh
- Lucy Montgomery (sinh năm 1975), nữ diễn viên lồng tiếng người Anh
- Lucy Parham (sinh năm 1966), nghệ sĩ piano hòa nhạc người Anh
- Lucy Parsons (1853–1942), nhà tổ chức lao động người Mỹ, người cộng sản vô chính phủ và xã hội chủ nghĩa cấp tiến
- Lucy Partington (1952–1974), nạn nhân vụ giết người người Anh
- Lucy Pinder (sinh năm 1983), người mẫu kiêm diễn viên quyến rũ người Anh
- Lucy Punch (sinh năm 1977), nữ diễn viên người Anh
- Lucy Speed (sinh năm 1976), nữ diễn viên người Anh
- Lucy Qinnuayuak (1915–1982), nghệ sĩ người Canada Inuit
- Lucy Stone (1818–1893), nhà hoạt động người Mỹ
- Lucy Temerlin (1964–1987), một con tinh tinh nổi tiếng với việc sử dụng Ngôn ngữ ký hiệu Mỹ
- Lucy Turnbull (sinh năm 1958), nữ doanh nhân người Úc, nhà từ thiện, cựu chính trị gia chính quyền địa phương và cựu Đệ nhất phu nhân Úc
- Lucy Verasamy (sinh năm 1980), dự báo thời tiết người Anh
- Lucy Hall Washington (1835–1913), nhà thơ Mỹ, nhà cải cách xã hội
- Lucy Wheelock (1857–1946), nhà giáo dục, nhà văn người Mỹ
- Lucy Worsley (sinh năm 1973), sử gia người Anh

### Nhân vật hư cấu
- Lucy, do Mouni Roy thể hiện trong phim KGF: Chương 1
- Nhân vật chính của bộ phim hành động / khoa học viễn tưởng năm 2014 Lucy
- Lucy / Nyu trong manga Elfen Lied
- Lucy Barker trong Sweeney Todd của Stephen Sondheim: The Demon Barber of Fleet Street
- Lucy Beale trong vở opera Anh EastEnders
- Lucy Camden-Kinkirk trong bộ phim truyền hình 7th Heaven
- Lucy Carlyle, nhân vật chính trong loạt phim Lockwood and Co. của Jonathan Stroud
- Lucy Coe ở bệnh viện đa khoa
- Lucy Cunningham-Schultz trong bộ phim truyền hình radio Adventures in Odyssey
- Lucy Dennison trong loạt sách The Unseen của Richie Tankersley Cusick
- Lucy Fernandez trong loạt phim Degrassi
- Lucy Fields trong loạt phim truyền hình Grey's Anatomy
- Lucy Grey, một nhân vật trong The Ballad of Songbirds and Snakes của Suzanne Collins
- Lucy Harris trong Frank Wildhorn's Jekyll & Hyde
- Lucy Heartfilia, nữ nhân vật chính của bộ truyện tranh và anime Fairy Tail
- Lucy Honeychurch, nhân vật chính của A Room with a View và các bộ phim chuyển thể của nó
- Nhân vật cùng tên trong bài hát "Lucy in the Sky with Diamonds" của Beatles, được cho là dựa trên bản vẽ của Lucy O'Donnell hoặc tên viết tắt LSD
  - Lucy and the Diamonds, nhân vật phản diện trong phim Sgt. Pepper's Lonely Hearts Club Band dựa trên bài hát
  - Lucy Carrigan, một nhân vật chính trong bộ phim Across the Universe dựa trên bài hát một cách lỏng lẻo
  - Lucy the Diamond Fairy, một nhân vật trong bộ Rainbow Magic được đặt tên theo bài hát
- Lucy Knight trong loạt phim truyền hình ER
- Lucy Lane, em gái của Lois Lane, bạn gái của Superman
- Lucy Loud, trong phim truyền hình The Loud House
- Lucy Maria Misora, một nhân vật ngoài hành tinh trong tiểu thuyết hình ảnh người lớn Nhật Bản ToHeart2
- Lucy Mills, một nhân vật chính trong ABC's Once Upon a Time
- Lucy Muir, trong The Ghost and Mrs. Muir
- Lucy Pevensie trong bộ sách Biên niên sử Narnia và bộ phim chuyển thể
- Lucy Quinn Fabray, trong phim truyền hình Glee
- Lucy Ricardo, nhân vật ngôi sao của I Love Lucy
- Lucy Robinson, trong vở opera truyền hình Úc Neighbours
- Lucy Romalotti trong vở opera xà phòng Mỹ The Young and the Restless
- Lucy Saxon, vợ cũ của Master trong loạt phim thứ ba và phần đặc biệt 2008–2010 của loạt phim hồi sinh Doctor Who
- Lucy Simian, một nhân vật trong The Amazing World of Gumball
- Lucy Snowe, nữ anh hùng trong Villette của Charlotte Brontë
- Lucy Steele, trong Sense and Sensibility và các chuyển thể khác nhau của nó
- Lucy Stillman, nhân vật tái diễn trong Assassin's Creed
- Lucy Tartan, một nhân vật chính trong tiểu thuyết Pierre: or, The Ambiguities
- Lucy van Pelt, trong truyện tranh Peanuts của Charles Schulz và nhượng quyền thương mại liên quan
- Lucy Westenra trong Dracula và các chuyển thể khác nhau của nó
- Lucy Whitmore, nhân vật chính trong bộ phim 50 First Dates
- Lucy Wilde, trong Kẻ trộm Mặt Trăng 2 và Kẻ trộm mặt trăng 3
- Wyldstyle, hay Lucy, trong phim The Lego Movie